# Povstání Bar Kochby
Povstání Bar Kochby (též druhá židovská válka) bylo druhé celožidovské povstání proti římské nadvládě, které se odehrálo v letech 132–135 pod vedením Šimona bar Kochby. Stejně jako první židovské povstání bylo i toto povstání Římany po nemalém úsilí potlačeno.

## Prameny

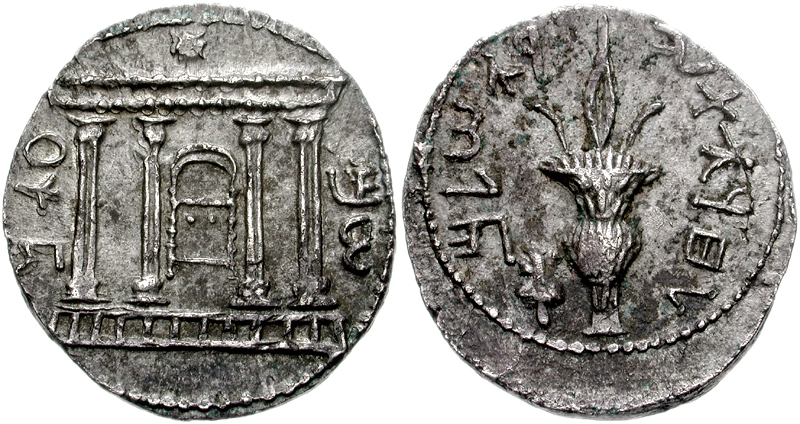
Stříbrná mince ražená židovskými povstalci

Na rozdíl od první židovské války, o které máme díky svědectví Iosepha Flavia dostatek informací, existuje k druhému židovskému povstání podstatně méně pramenů, takže mnohé okolnosti povstání nejsou známy. Důležitým pramenem jsou zejména zápisy Cassia Diona o římských dějinách (kniha 69) a archeologické nálezy v jeskyních v okolí Mrtvého moře, obzvláště ve Vádí Murabba'at, kde se židovští povstalci v poslední zoufalé fázi ukryli a zanechali po sobě kromě běžných nástrojů také své mince a množství hebrejských, aramejských a řeckých rukopisů (vzácné jsou zejména Bar Kochbovy vlastnoruční dopisy).

## Vývoj povstání
Příčiny povstání nejsou zcela jasné, jednou z nich byl zřejmě plán císaře Hadriána na znovuvybudování zničeného Jeruzaléma v pohanské město Aelia Capitolina, ve kterém měl na místě zničeného chrámu stát Jovův chrám. Hadrián navíc zakázal Židům obřízku.
Do čela povstání se postavil Šimon bar Kozeba, který díky podpoře rabiho Akivy získal podporu židovských předáků. Se Šimonem byly spojovány mesiášské představy a bylo mu dáno nové přízvisko bar Kochba, což znamená „Syn hvězdy“. Když však byla rebelie Římany potlačena a mesiášské naděje zklamány, byl přejmenován na bar Koziba, tj. „Syn lži“. Mesiášské představy na jednu stranu přinesly velké sepětí povstalců a jejich houževnatý odpor, na druhou stranu však zapříčinily, že křesťané se od tohoto povstání distancovali.
Zprvu byli Židé velmi úspěšní – podařilo se jim dobýt Jeruzalém a velkou část území Judska. O závažnosti povstání hovoří i to, že k jeho potlačení vyslal Hadrián svého nejlepšího vojevůdce Sexta Julia Severa, který v bojích ztratil celou jednu legii. Římanům se však nakonec podařilo oblast zpacifikovat, vytlačili povstalce do Judské pouště, kde je nakonec pobili.
Výsledky války byly pro Židy hrozivé. Hadrián zakázal Židům jejich náboženství, popravoval jejich učence a zakázal vlastnit a užívat Tóru. Mnozí Židé byli odvedeni do otroctví. Na místě Jeruzaléma nechal postavit římské město Aelia Capitolina, do kterého byl Židům vstup zakázán a ve kterém byl vybudován chrám se dvěma sochami, jednou Jovovou, druhou vlastní, Hadriánovou. Judeu přejmenoval podle dávných Pelištejců na Palestinu, aby zahladil i sebemenší památku na židovské osídlení. Veškeré naděje, že Židé obnoví svůj stát, tak na dlouhá staletí vzaly za své.